# Lernpsychologie
Die Lernpsychologie beschäftigt sich mit den psychologischen Vorgängen des Lernens und ähnlichen kognitiven Prozessen, wie Menschen oder Tiere Informationen erwerben, verarbeiten und speichern. Die Ergebnisse dieser Wissenschaft sind Lerntheorien.
Nachbardisziplinen sind auf der Grundlagenseite die Verhaltensforschung, die Neurobiologie und Hirnforschung sowie auf der Anwendungsseite die Pädagogische Psychologie und die Didaktik.
Während die philosophische Theorie das Lernen lange rein spekulativ erklärte, z. B. Platon als Wiedererinnerung (Anamnesis) an Wissen vor der Geburt oder in der Mystik als Visio dei (Schau Gottes), entstand etwa mit Beginn des 20. Jahrhunderts eine experimentell-naturwissenschaftlich orientierte Lerntheorie.

## Geschichtliche Übersicht

### Anfänge (um 1900)
Am Anfang stand der Versuch, seelische Vorgänge durch experimentelle Selbstbeobachtung (Introspektion) zu erforschen. Dies leisteten in Deutschland zuerst Wilhelm Wundt (1879) und Hermann Ebbinghaus, dessen Buch über die Experimente mit seinen eigenen Gedächtnisleistungen (mit sinnfreiem Lernmaterial wie Zahlenkombinationen) 1885 erschien. Sie bildeten die Grundlage für die Experimentelle Gedächtnispsychologie, die einige Regeln und Gesetze formulierte:
- das Ebbinghaus-Gesetz (geringfügig vermehrter Lernstoff erfordert beträchtlich mehr Wiederholungen),[1]
- die Lernkurve[2]
- die Vergessenskurve (Verlust anfänglich am stärksten),
- die Jostschen Gesetze (im Zweifel behält man das zuerst Gelernte),
- den Primär- und Rezenzeffekt (sogenannter Primacy-Recency-Effekt: die Elemente in der Mitte lernt man am schwersten).

Wegen der Unsicherheit der Selbstbeobachtungsmethode begannen andere Psychologen, Experimente zum Lernen an Tieren durchzuführen. In den USA entstand aus der Kritik an der Selbstbeobachtung der Behaviorismus. Aus einer Verbindung von Assoziationspsychologie, Reflexologie und Behaviorismus im Konnektionismus entwickelte Edward Lee Thorndike 1898 eine Lerntheorie, die das Reiz-Reaktions-Schema um den Aspekt „Verstärkung“ erweiterte: Aus zufallsverteiltem Verhalten wird dasjenige gelernt, das kontingent (unmittelbar und spezifisch) und ausreichend häufig verstärkt wird. Thorndikes Regeln für „Instrumentelles Konditionieren“ und für erfolgreiches Lernen sind:
- Gesetz der Bereitschaft (law of readiness)
- Gesetz der Wirkung (law of effect)
- Gesetz der Übung (law of exercise)
- Prinzip des Versuchs und Irrtums[3]

### Theorien im frühen 20. Jahrhundert
Aus seiner Forschung über die Verdauungssekrete von Hunden entstand die klassische Reflexologie des russischen Physiologen Iwan Pawlow, der ab 1905 die Regeln für die klassische Konditionierung fand.
In Fortsetzung von Thorndikes Arbeit schuf B. F. Skinner die Regeln für das „Operante Konditionieren“. Einige konkrete pädagogische Anwendungen bestehen bis in die Gegenwart; die Programmierte Unterweisung (1960er bis 1980er Jahre) und die (Pädagogische) Verhaltensmodifikation.
Eine Gegenauffassung vertrat die Gestaltpsychologie (Berliner Schule bzw. Gestalttheorie): Lernen als Einsicht und produktives Denken (Karl Duncker, Max Wertheimer, Kurt Koffka, Wolfgang Köhler). Gelernt wird nicht durch Gewöhnung an die richtige (effektivste) Verfahrensweise, in vielen Versuchen mit rein zufälligen Variationen (Behaviorismus), sondern durch Erkennen der effektivsten Verfahrensweise für ein Problem. Die Struktur der Ausgangssituation, sowie Erfahrung (Problemraum), Intelligenz und die Ziele des lernenden Wesens, beeinflussen diese Einsicht in die richtige Problemlösung, bei der bestimmte Teillösungen dann so ineinandergreifen, dass der Lösungsweg eine einsichtige Gestalt-Form annimmt. Eine Lösung kann somit in nur einem Versuch gefunden und für immer gelernt werden. Auch kann der Mensch Fehlendes selbstständig zur „Gestalt“ ergänzen, Lernen ist nicht bloßes Abbilden.

### „Kognitive Wende“ um ca. 1960
Dem Behaviorismus entgegen wirkte die Entwicklungspsychologie von Jean Piaget (1896–1980, Epistemologischer Funktionalismus), der die im Lernenden entwickelten kognitiven Strukturen und Stufen als Voraussetzung des Lernaktes betont und auf das Alter aufmerksam macht. Der Mensch lernt nicht durch Abbildung der Außenwelt, sondern nimmt die Außenwelt je nach erreichtem Stadium in der kognitiven Entwicklung anders wahr. Die Entwicklung selbst vollzieht sich nicht einfach als Reifung, sondern im Wechselspiel von Lerner und Umwelt.
Weiter führte die neu entstehende Informationstheorie in den Feldern Computerwissenschaft und Künstliche Intelligenz zur Analyse „innerer“ Vorgänge. Vor allem die linguistischen Theorien über die Struktur der Sprache (Noam Chomsky) zeigten dem Behaviorismus seine Grenzen auf.
Damit wurde ein breites Feld geschaffen für die Kognitionspsychologie (z. B. Cognitive Psychology von Ulrich Neisser, 1967) und Bedeutung erzeugendes, generatives, entdeckendes Lernen (in den USA David Paul Ausubel, Jerome Bruner, in der Schweiz Hans Aebli).
In Abkehr vom Black-Box-Modell der behavioristischen Verhaltenspsychologie wollte man die im Lernenden ablaufenden Prozesse der Informationsverarbeitung erklären. Es ist also ein Paradigmenwechsel und eine Entwicklung von der behavioristischen zu einer kognitiven Denkweise, die zwar die Black-Box immer noch nicht durchleuchten kann, sich dessen aber bewusst ist.
Ältere Theorien, die Lernen nur auf äußerliche Imitation oder innere Identifikation zurückführten, wurden durch das kognitiv orientierte Modell-Lernen erweitert. Ausgehend vom aggressiven Verhalten Jugendlicher prägte ab 1963 der Kanadier Albert Bandura die Forschung wesentlich durch die Bobo doll study. Allgemeiner wird vom Beobachtungslernen gesprochen.
Von großer Bedeutung für die Lernpsychologie war ferner die Unterscheidung verschiedener Speicherformen im Gedächtnis: das Sensorische Gedächtnis, das Kurzzeit- oder Arbeitsgedächtnis und das Langzeitgedächtnis (Robert C. Atkinson und Richard M. Shiffrin, 1968) später das Search of Associative Memory (SAM) Modell. Die Forschung hat bis in die Gegenwart die Theorie weiter entwickelt, die den komplizierten Weg der kognitiven Verarbeitung zum nachhaltigen Wissen und Können aufzeigt.

### Konstruktivismus
Daraus und auf dem Fundament im erkenntnistheoretischen Konstruktivismus entstanden konstruktivistische Lerntheorien: Konstruktivistische Didaktik und Lernen als Wissenskonstruktion.
Der Begriff Lernen wird gegenwärtig wesentlich weiter gefasst als beim Auswendiglernen der frühen Gedächtnisforschung oder Reagieren der Reflexe, ablesbar an der Vielzahl möglicher Lernziele:
- Lernen mit dem Ziel Können, das Automatisieren von Fähigkeiten zu geistigen und motorischen Fertigkeiten;
- Lernen mit dem Ziel Problemlösen;
- Lernen mit dem Ziel Behalten und Präsenthalten von Wissen;
- Lernen von Verfahren (Lernen lernen, Arbeiten lernen, Nachschlagen lernen, kritisch Lesen lernen);
- Lernen zur Steigerung der Fähigkeiten und Kräfte mit dem Ziel späterer Übertragung (formale Bildung: die klassische Begründung, Latein lernen zu lassen);
- Lernen mit dem Ziel des Aufbaus einer Gesinnung, Werthaltung, Einstellung;
- Lernen mit dem Ziel, vertieftes Interesse an einem Gegenstand zu gewinnen;
- Lernen mit dem Ziel einer Verhaltensänderung (Heinrich Roth 1963, nach Seel 2003).

Lernen ist etwas anderes als Gewöhnung. Lernen ist ein Merkmal intelligenten Verhaltens. Lernen und Denken geschehen unter Zuhilfenahme von (gestischen, bildhaften, sprachlichen und symbolischen) Zeichen. Denken schafft neues Wissen auf der Basis des bereits vorhandenen. „Der bedeutendste Einzelfaktor, der Lernen beeinflusst, ist, was der Lernende bereits weiß.“ (Ausubel 1968 nach Seel 2003).
Neueste Ansätze erweitern das kognitiv-konstruktivistische Modell, indem sie auch motivationale, affektive und sozio-kulturelle Variablen berücksichtigen.

### Anchored Instruction und Cognitive Apprenticeship
Lernen gilt im Konstruktivismus als ein „konstruktiver, kumulativer, selbstgesteuerter, situativer, individuell unterschiedlicher, gleichzeitig auf die Interaktion mit anderen angewiesener Prozess des Aufbaus von Wissen und der Konstruktion von Bedeutung“ (Erik de Corte, 2000). Lernumgebungen werden häufig unter dem Begriff des situierten bzw. problemorientierten Lernens zusammengefasst, unter der Annahme, dass Lernen kontextgebunden, d. h. situiert bzw. problemorientiert erfolge.
Den Anchored-Instruction-Ansatz entwickelte die Cognition and Technology Group der Vanderbilt University. Das zentrale Element der Lernumgebungen sind sogenannte narrative „Anker“, komplexe Geschichten, die Schülern z. B. mittels Videofilm präsentiert werden. An einer Stelle bricht der Film ab, worauf die Zuschauer das Problem zunächst entdecken und mithilfe der im Film enthaltenen Informationen selbstständig und kooperativ lösen sollen. Die Lehrkraft hält sich zurück und übernimmt in diesen Lernumgebungen die Rolle eines Moderators und zurückhaltenden Betreuers.
Den Cognitive-Apprenticeship-Ansatz (kognitive Ausbildung) stellten Collins, Brown und Newman (1989) vor. Prinzipien der Handwerkslehre werden auf den Erwerb kognitiver Fähigkeiten übertragen. Der Lehrer bleibt aktiv und leitet die Lernenden immer wieder an, da sonst bei komplexeren Problemen leicht Überforderung eintritt. Im Laufe der Zeit wird die Lehrersteuerung zurückgefahren. Ein weiteres Kernelement ist, dass Lehrende ihr Können und Wissen durch „lautes Denken“ übertragen.
Zur Gestaltung des Unterrichts nach den Grundsätzen des „cognitive apprentice-ship“ gibt es verschiedene Lehrstrategien:
- „Modeling“: Vorzeigen und Vormachen sowie das laute Denken der Lehrperson, vgl. Lernen am Modell
- „Coaching“: Begleitung der Lernenden während der Problembearbeitung
- „Scaffolding“: Vermittlung mit minimaler Hilfe, um eine Brücke zu schlagen zwischen dem, was schon bekannt ist, und den Anforderungen der Aufgabe
- „Fading“: allmähliche Reduktion der Unterstützung
- „Articulation“: Anregung der Lerner, ihre Gedanken, Ideen und Lösungen wiederzugeben
- „Cooperation“: kooperative Bearbeitung von Aufgaben und Problemen
- „Reflection“ impliziert den Vergleich von Lösungen und Strategien im Austausch mit anderen